# عمر دومينغيز
عمر دومينغيز (بالإسبانية: Omar Domínguez)‏ هو لاعب كرة قدم مكسيكي في مركز الدفاع، ولد في 13 أبريل 1988 في San Andrés Tuxtla ‏ في المكسيك. لعب مع نادي سيلايا.

## وصلات خارجية
- عمر دومينغيز على موقع قاعدة بيانات كرة القدم.إي يو (الإنجليزية)
- عمر دومينغيز على موقع Soccerway.com (الإنجليزية)